# Страт, Ян ван дер
Ян ван дер Страт, также Джованни Страдано, или Иоганн Страданус (нидерл. Jan van der Straet, итал. Giovanni Stradano, лат. Stradanus; 1523, Брюгге — 2 ноября 1605, Флоренция) — фламандский и итальянский живописец периода маньеризма. Работал в основном во Флоренции XVI века.
Он был разносторонним мастером: писал алтарные картины и фрески, рисовал картоны для шпалер, выполнял рисунки для гравюр и изделий из керамики. Жанры его творчества включали исторические сюжеты, мифологические сцены, аллегории, пейзажи, бытовые сцены, портреты, архитектурные пейзажи, изображения животных. Был придворным художником семьи Медичи. Он был одним из первых членов Академии рисунка, основанной во Флоренции в 1561 году. Проживал в Риме и Неаполе. Скончался во Флоренции в 1605 году.

## Жизнь и творчество
Художник родился в Брюгге Западная Фландрия, первые навыки рисунка получил от отца. Затем с 1535 по 1537 год продолжил обучение в мастерской мало известного мастера из Брюгге Максимилиана Франкена. Позднее переехал в Антверпен, где с 1537 по 1540 год учился в мастерской Питера Артсена, голландского живописца бытового жанра. Там он совершенствовал свои технические навыки и умение создавать сложные композиции. В 1545 году был зарегистрирован в качестве мастера антверпенской Гильдии Святого Луки.

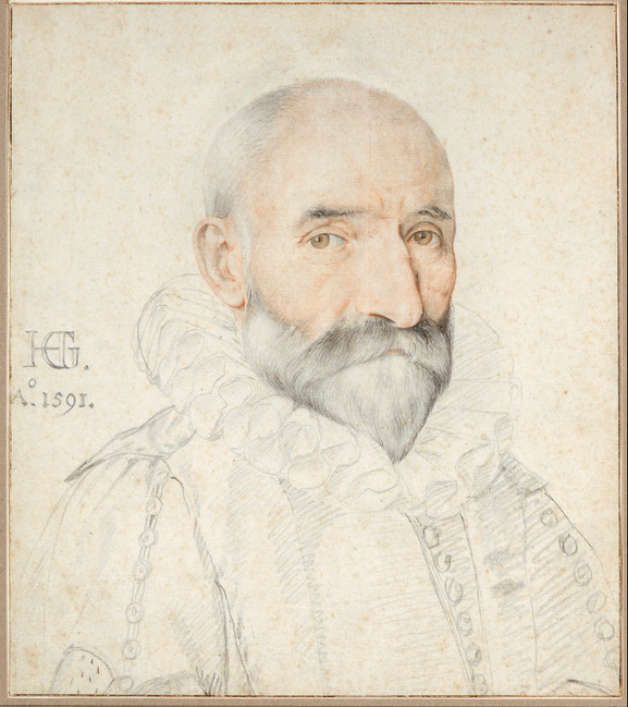
Х. Гольциус. Портрет Страдануса. 1591. Бумага, сангина, чёрный мел. Фонд Кустодия, Париж

Затем Ян ван дер Страт переехал в Венецию, где провёл несколько месяцев. В Венеции он познакомился с фламандским мастером шпалер Яном Ростом, который возглавлял недавно созданную мануфактуру Arazzeria Medicea во Флоренции, принадлежащую великому герцогу Тосканы Козимо I Медичи. Рост посоветовал Страдано приехать во Флоренцию. Он последовал совету и в 1550 году достиг Флоренции, где поступил на службу к великим герцогам Медичи. Он стал одним из главных помощников Джорджо Вазари, живописца, архитектора и главного советника Медичи по вопросам искусства. Страдано выполнил свои первые заказы в качестве рисовальщика картонов для шпалер в Arazzeria Medicea. Он разработал ряд композиций шпалер и фресок для украшения Палаццо Веккьо во Флоренции и виллы Медичи в Поджо-а-Кайано, проектов, которые находились под общим руководством Вазари и выполнялись примерно двадцатью его помощниками.
В период с 1550 по 1553 год Джованни Страдано (ван дер Страт) жил и работал в Риме. Вместе с Франческо Сальвиати и Даниэле да Вольтерра декорировал интерьеры дворца Бельведер в Ватикане.
В этот же период Страданo женился на Лукреции ди Лоренцо Гвардьери. Двумя детьми от этого брака были Лукреция (до 1556) и Шипионе (1556—1612). Шипионе стал живописцем и сотрудничал с отцом в некоторых проектах. Страдано добился в Италии финансового успеха и смог приобрести дом и другое имущество, а также жертвовать значительные суммы религиозным учреждениям. Одним из них был монастырь Сант-Агата, где его дочь Лукреция в 1569 году стала монахиней.
После возвращения во Флоренцию он украшал росписями Палаццо Веккио и виллу Поджио-а-Кайано. Страдано работал во Флоренции в среде, в которую входили Вазари, Бронзино, Аллори и Сальвиати. Он был одним из первых членов Академии рисунка (Accademia e Compagnia delle Arti del Disegno) после того, как её учреждение по предложению Вазари было одобрено двором Медичи 13 января 1563 года. Aкадемия действовала одновременно как учебное заведение и в качестве гильдии для всех работающих художников Флоренции. Страдано позднее стал «консулом» этого учреждения. Он также преподавал в Академии, и одним из его учеников был Антонио Темпеста. Он сыграл ключевую роль в проектировании гробницы Микеланджело, умершего в 1564 году, в церкви Санта-Кроче во Флоренции (1570).
Страдано также работал над различными проектами эфемерных (временных) украшений придворных торжеств и общественных мероприятий, проводимых во Флоренции. Он был одним из художников, участвовавших в оформлении Студиоло Франческо I, небольшой комнаты в Палаццо Веккьо с цилиндрическим сводом без окон, заказанной герцогом Франческо I Медичи и завершённой в 1570—1572 годах по проекту Вазари. Комната представляла собой «кунсткамеру», или «комнату чудес» (Wunderkammer), содержащую обширную коллекцию редких и драгоценных предметов, таких как драгоценные камни, медали, ювелирные изделия, фармацевтические препараты и многое другое. Стены украшали изображения четырёх элементов (земли, воздуха, огня и воды). Страдано привнёс в украшение комнаты две картины: «Лаборатория алхимика» и «Цирцея, превращающая спутников Улисса». Во Флоренции он также стал иллюстратором «Божественной комедии» Данте.
Он начал получать заказы на большие алтари для самых важных церквей Флоренции, начиная с церкви Санта-Кроче в 1569 году, за которой последовали Сантиссима-Аннунциата, Санто-Спирито, Санта-Мария-Новелла и другие храмы и монастыри. Он также стал работать для тосканских городов за пределами Флоренции, таких как Пиза, Прато, Ареццо и Форли.
В 1576 году он переехал в Неаполь, где его нанял недавно назначенный вице-король Неаполя Иоанн Австрийский. Около 1578 года художник посетил Антверпен, возможно, путешествуя из Неаполя в компании Иоанна Австрийского, который был назначен штатгальтером Испанских Нидерландов. В то время Антверпен был важнейшим центром издательского дела в Европе. После этой поездки Страдано начал создавать рисунки гравюр для типографий Антверпена. Он сотрудничал со знаменитыми нидерландскими гравёрами Иеронимом Коком и семьей Галле.
В 1583 году Страданo вернулся во Флоренцию. В том же году он работал на семью Пацци, для которой написал обширный цикл фресок для капеллы виллы Пацци аль Паруджано в Монтемурло недалеко от Флоренции. Между 1585 и 1587 годами он работал по заказу Алессандро Оттавиано Медичи (впоследствии папы Льва XI) над фресками для капеллы Палаццо Делла Герардеска во Флоренции.
Он умер во Флоренции 2 ноября 1605 года. Похоронен в капелле делла Компанья ди Санта-Барбара церкви Сантиссима-Аннунциата во Флоренции. По сей день его могилу украшает бюст художника, выполненный по портрету его сына Шипионе, вместе с надписью, указывающей на его фламандское происхождение.

## Галерея

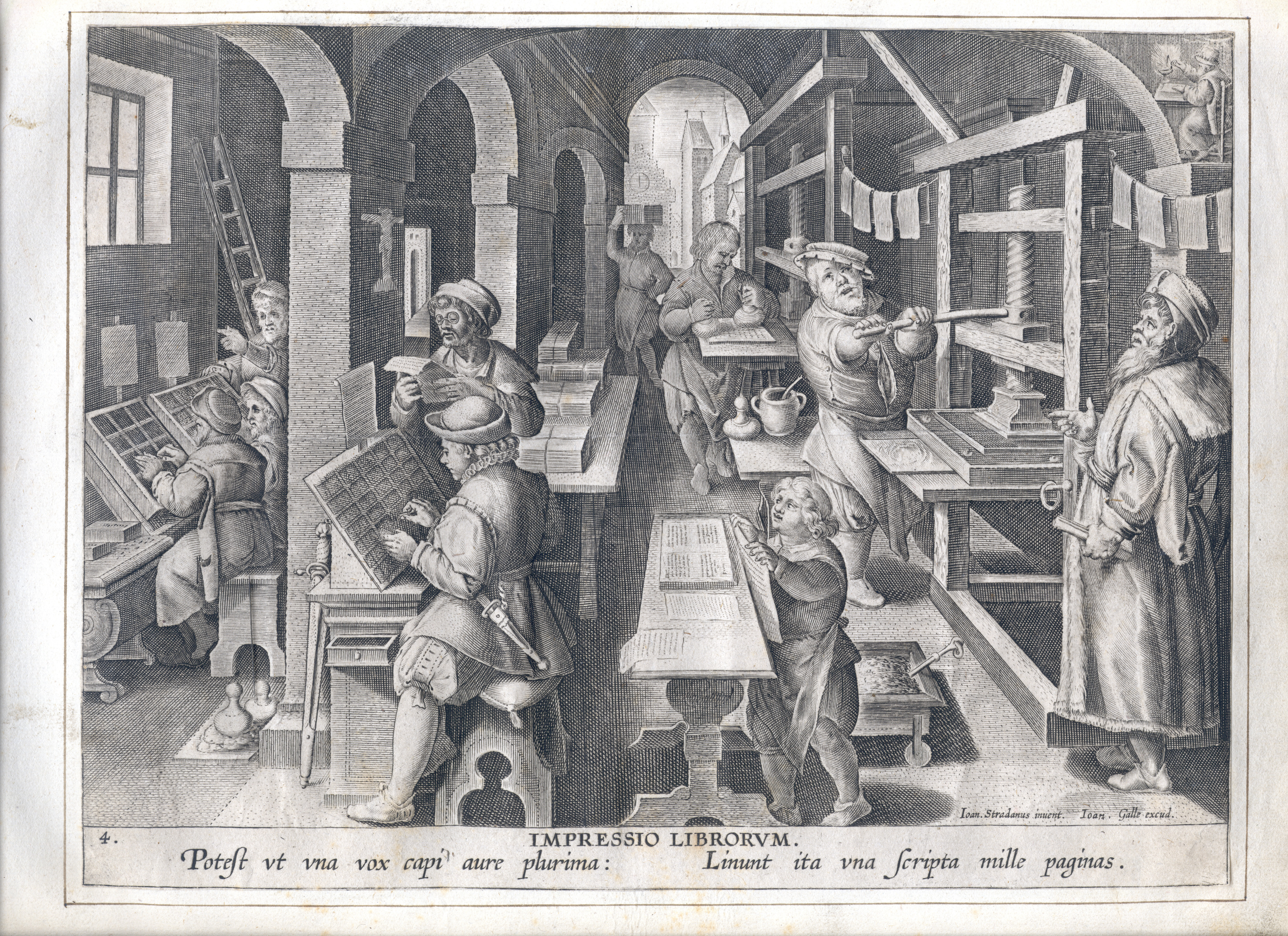
Изобретение книгопечатания. Офорт. Издание Я. Галле. Музей Плантена-Моретуса, Антверпен
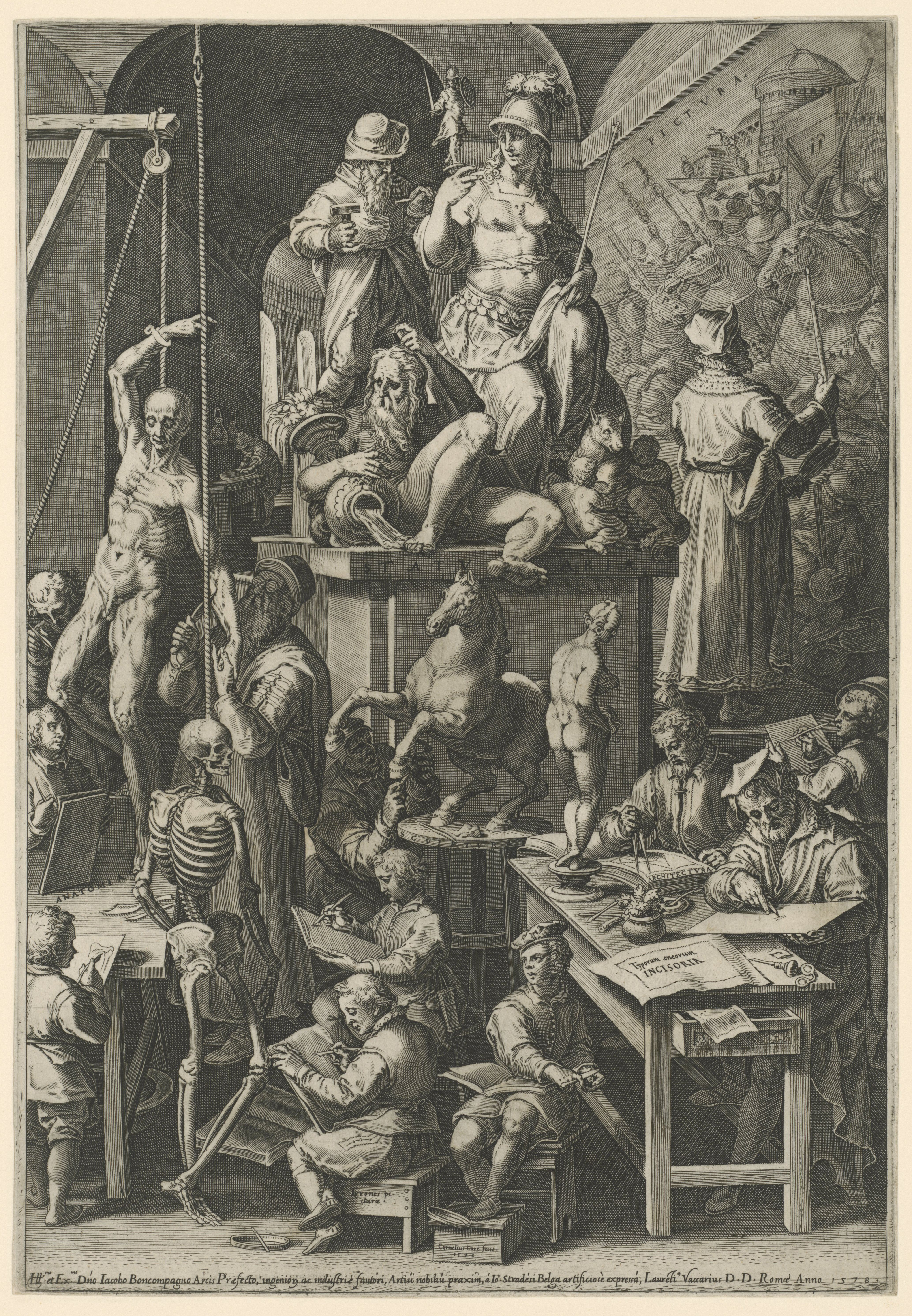
Аллегория искусств. Офорт К. Корта по рисунку Я. ван дер Страта
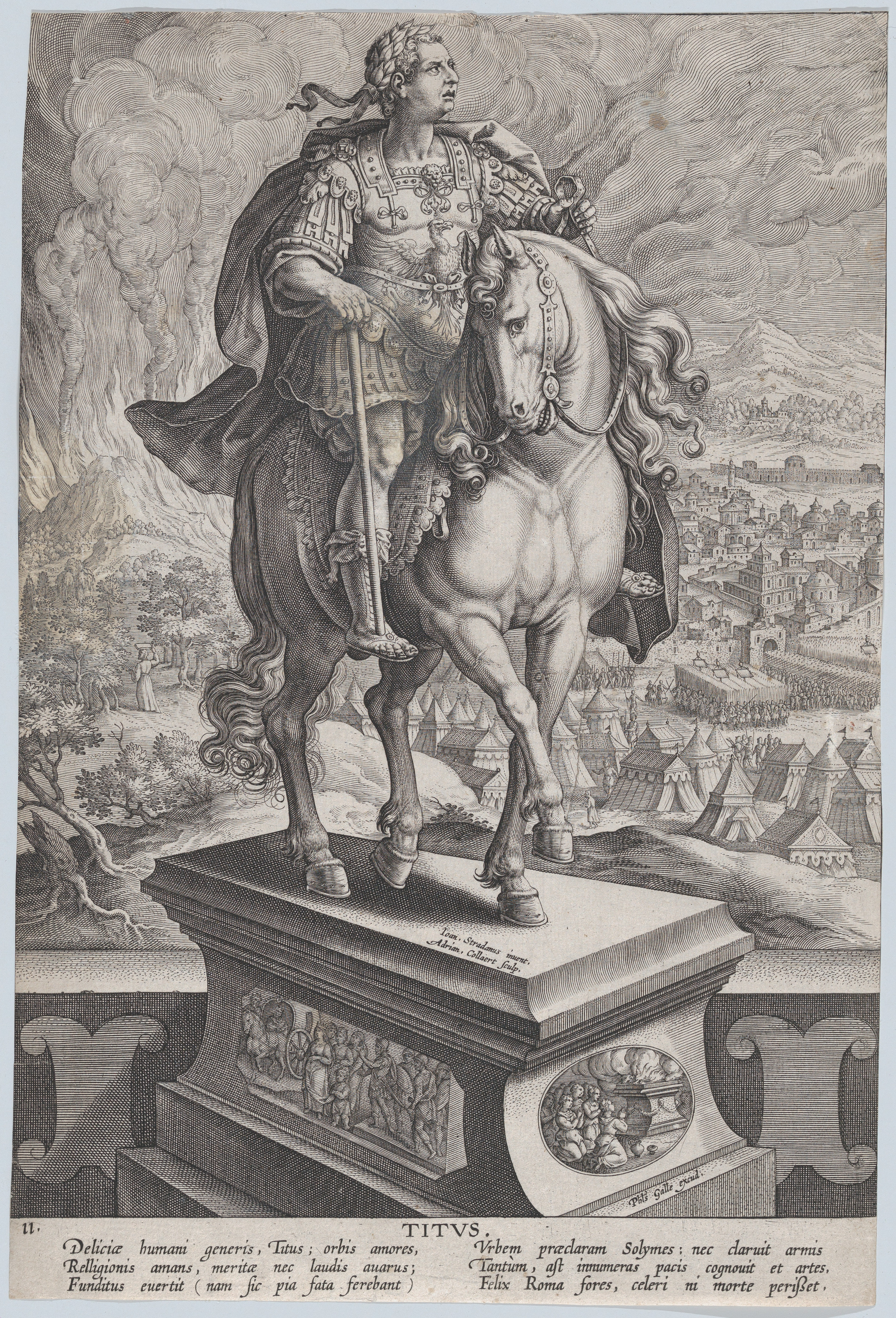
Конная статуя императора Тита. Офорт А. Колларта по рисунку Страдануса из серии «Римские императоры верхом». Между 1587 и 1589
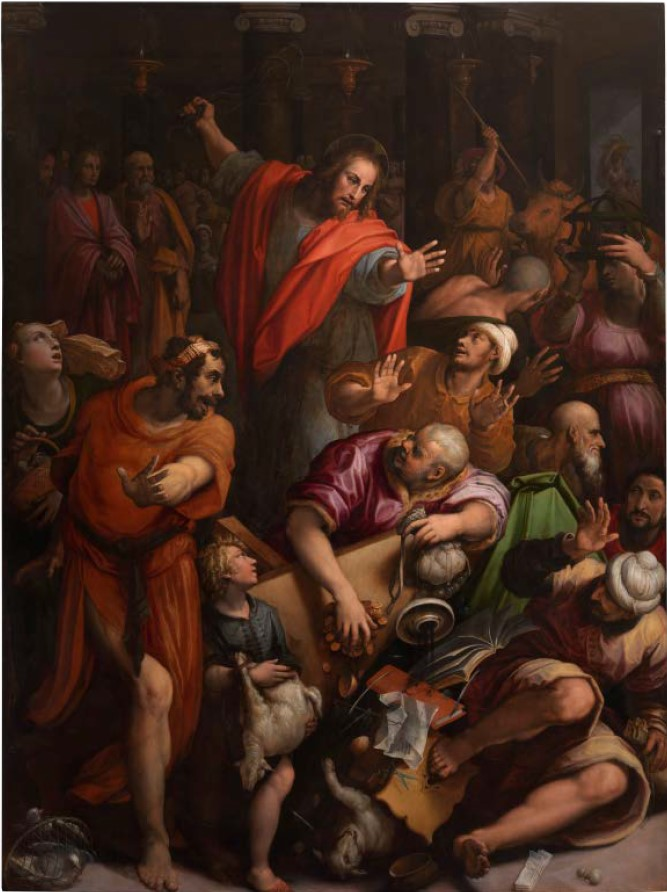
Изгнание торгующих из храма. 1572. Дерево, масло. Церковь Санто-Спирито, Флоренция
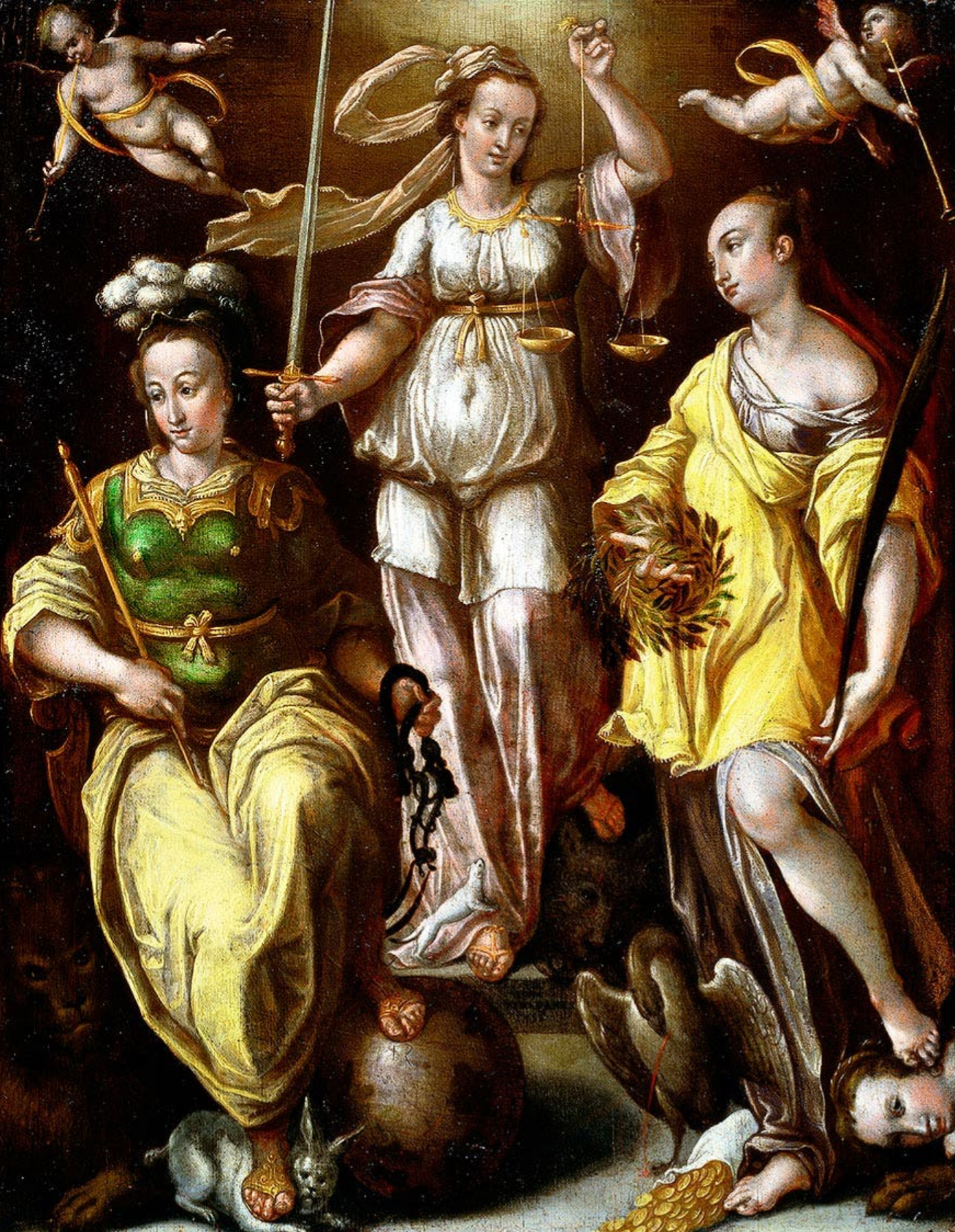
Аллегория Умеренности, Справедливости и Свободы. Ок. 1570. Дерево, масло. Частное собрание
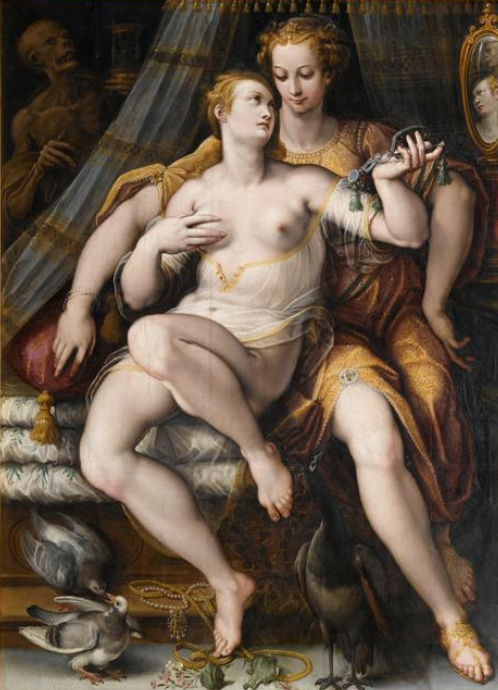
Умеренность обезоруживает тщеславие. 1569. Дерево, масло. Лувр, Париж
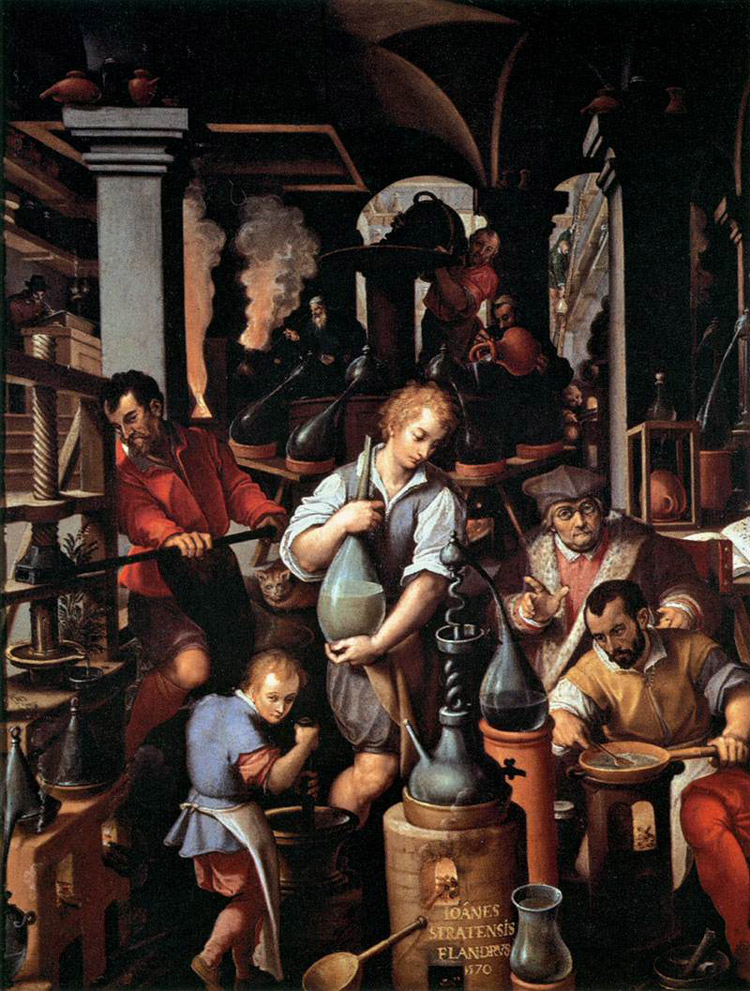
Лаборатория алхимика. 1570. Студиоло Франческо I. Палаццо Веккьо, Флоренция
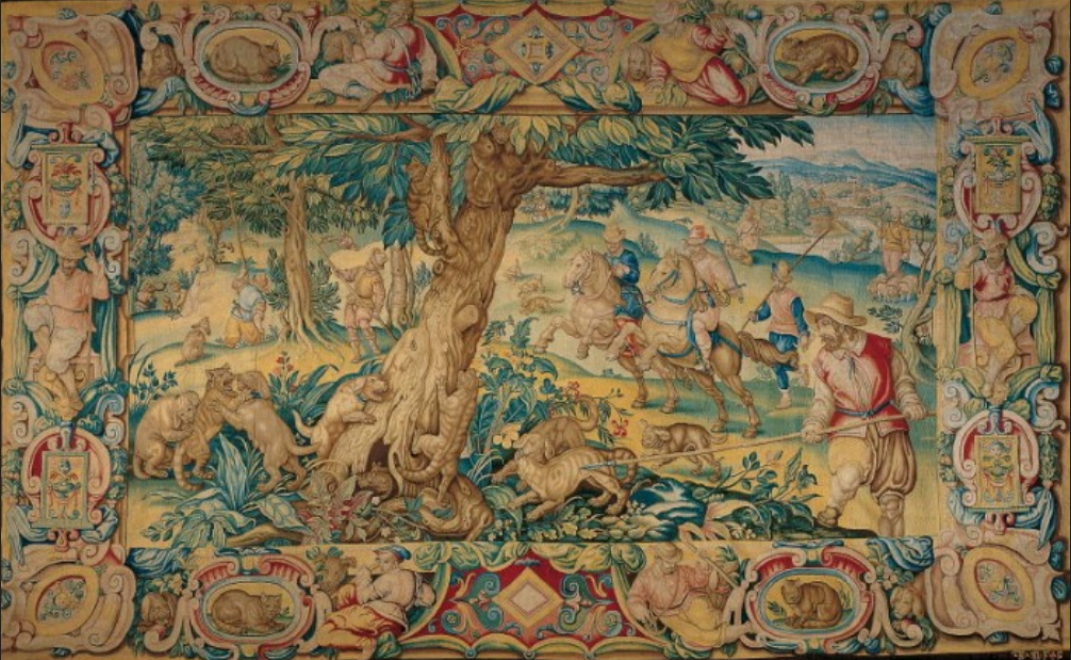
Охота на диких кошек. Шпалера по картону Страдануса. Между 1567 и 1577. Мануфактура Arazzeria Medicea. Палаццо Питти, Флоренция
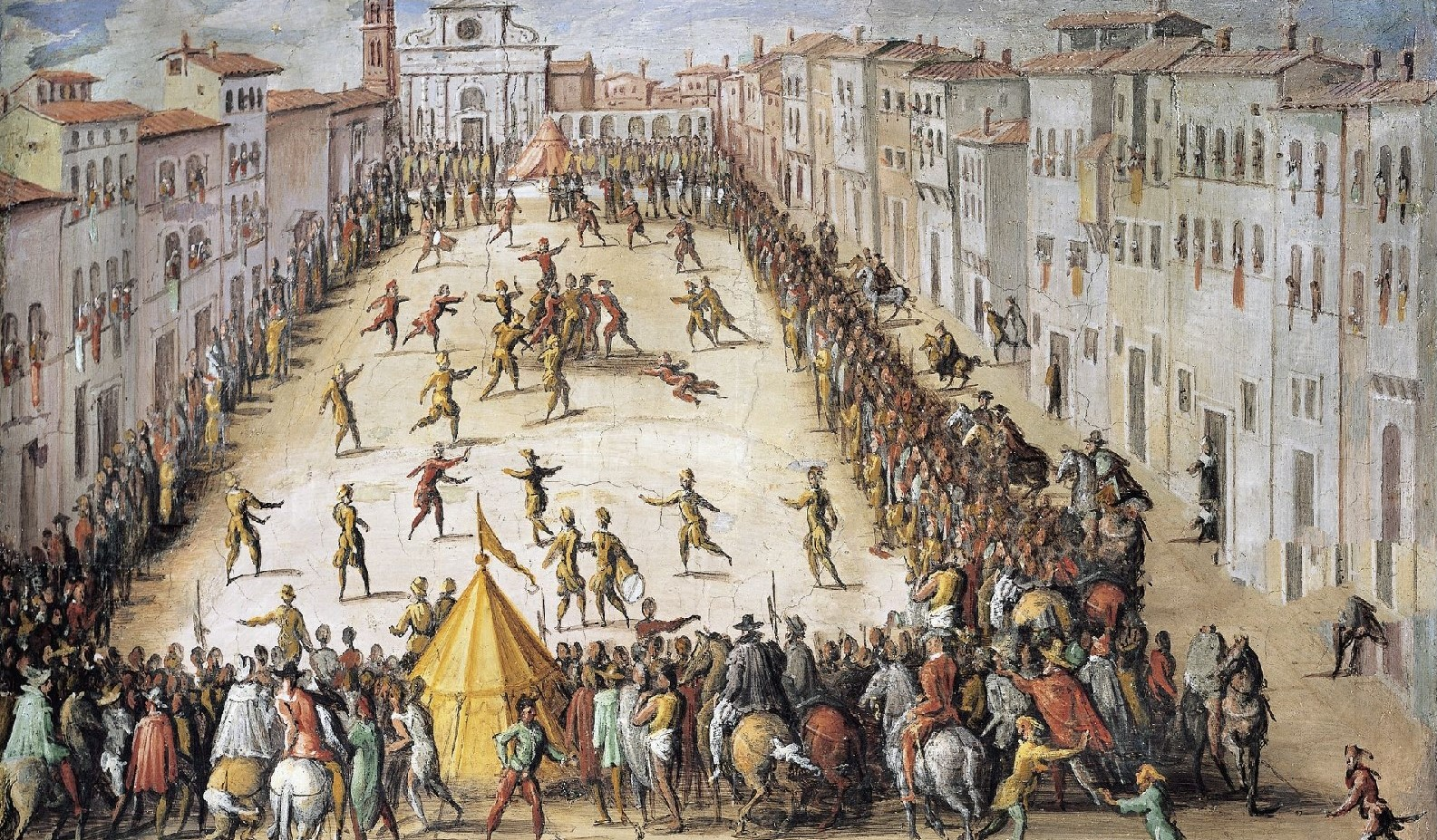
Флорентийское кальчо (Футбольная игра на площади-Санта-Мария-Новелла). Между 1523 и 1605

## Иллюстрации к «Божественной комедии» Данте Алигьери. «Ад»

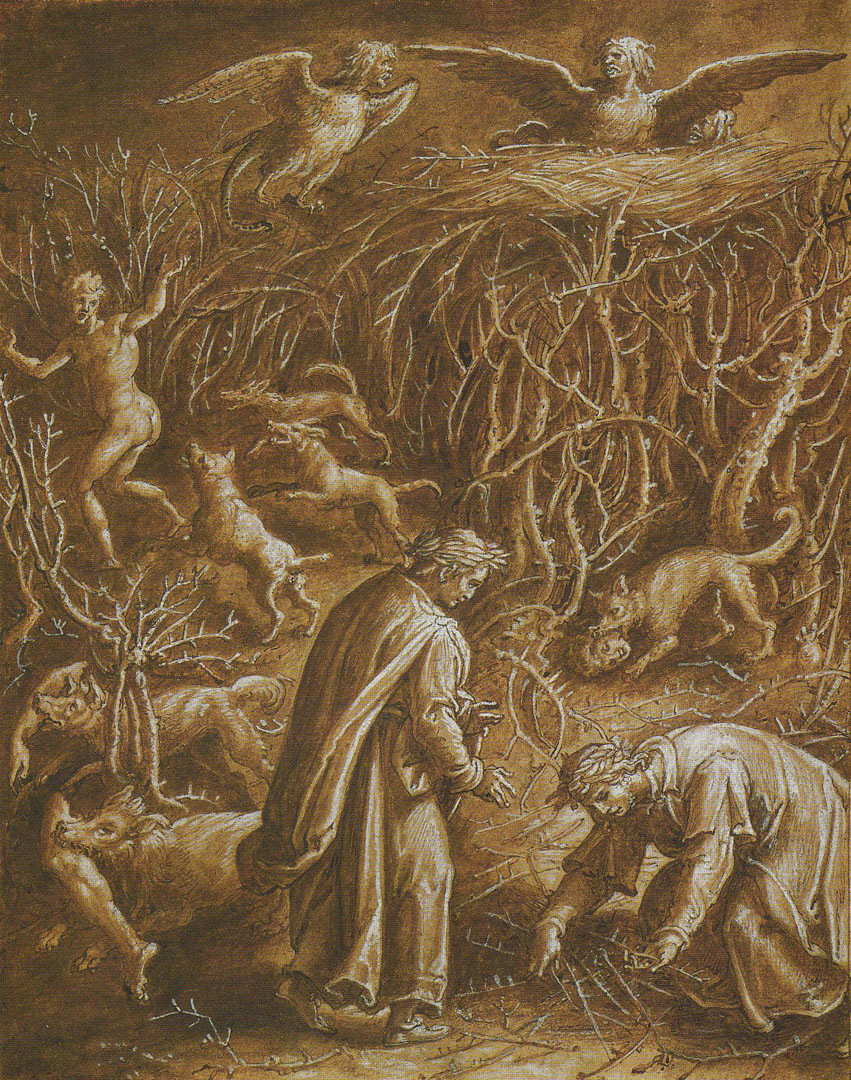
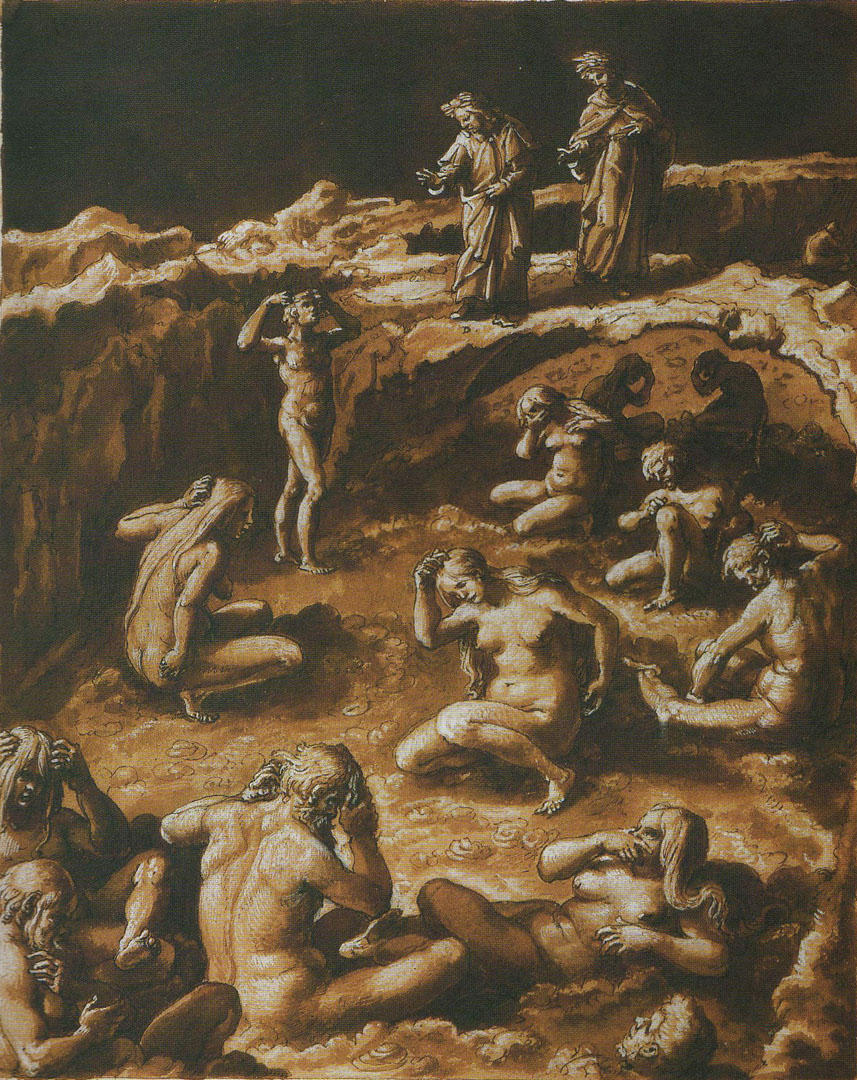
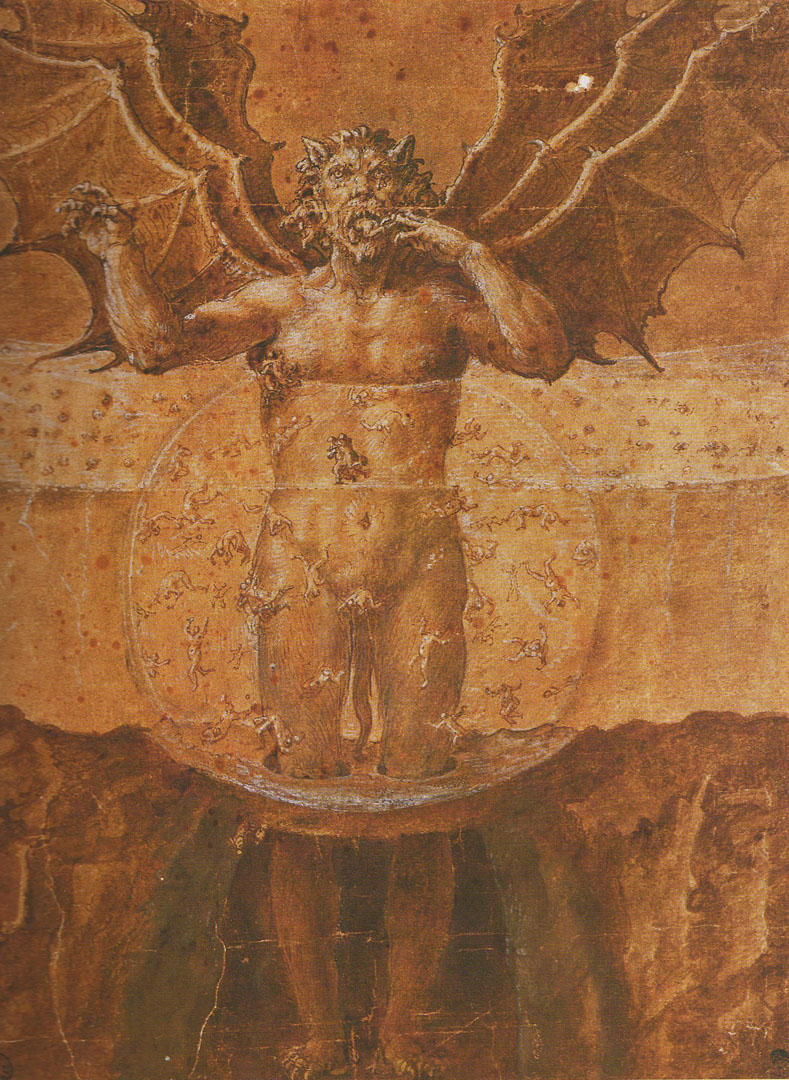
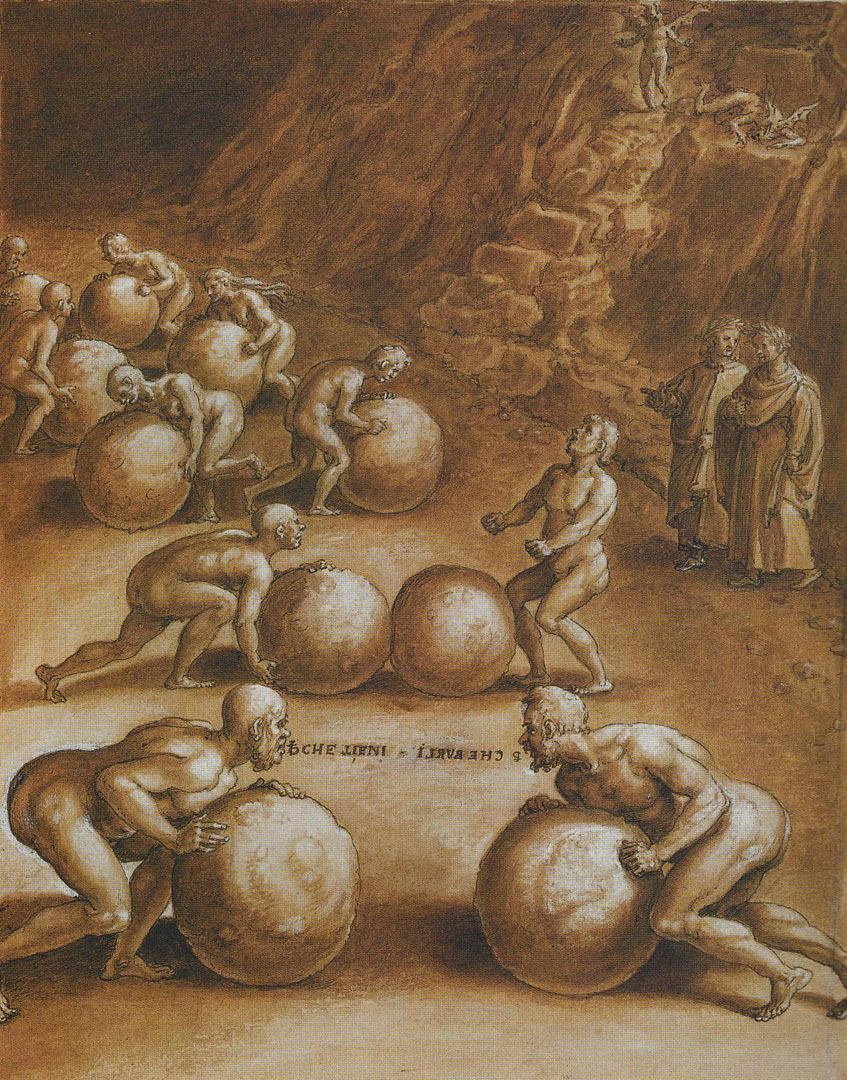
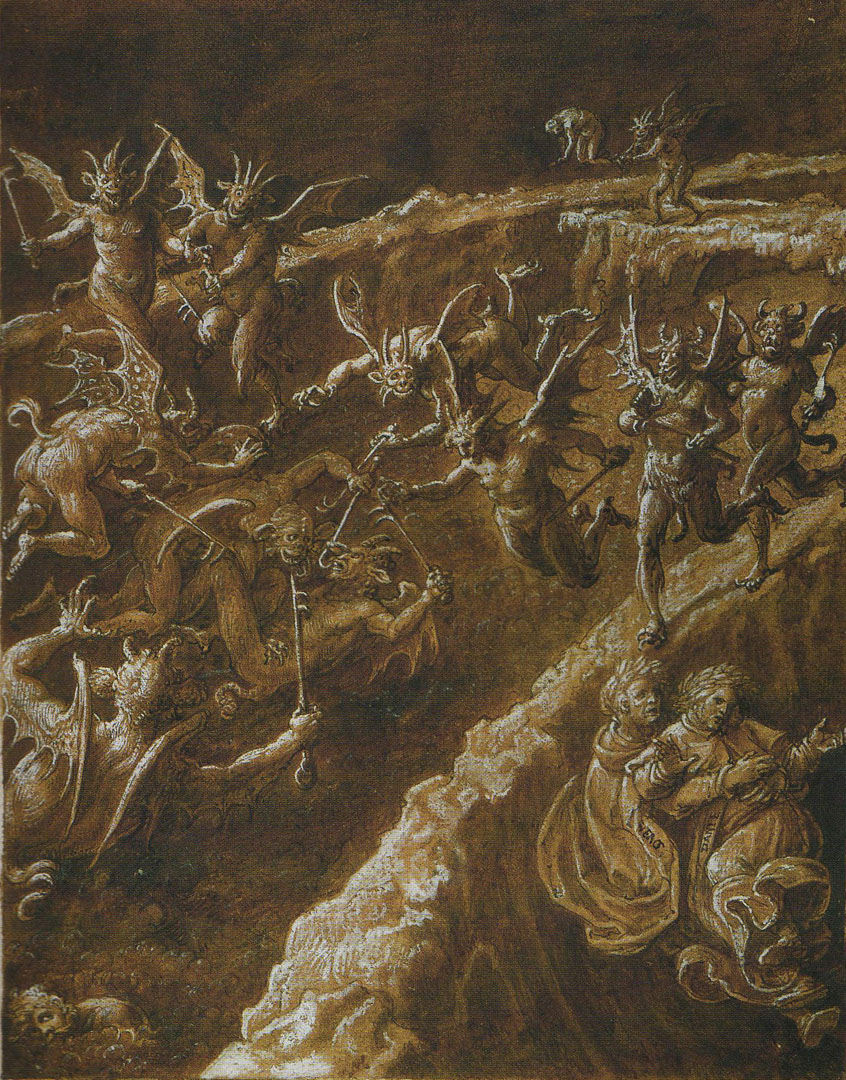